# Vilde Bøe Risa
Vilde Bøe Risa (Bergen, 13 juli 1995) is een Noors voetbalspeelster. Ze speelt als middenvelder voor Atletico Madrid in de Primera División.

## Clubcarrière
Bøe Risa begon haar voetbalcarrière bij derde divisie club Åsane. Met deze club behaalde ze twee jeugdbekerfinales. In 2012 voegde Bøe Risa zich bij Arna-Bjørnar uitkomend in de Toppserien. Ze debuteerde deze competitie op 14 april 2012 door in de 63ste minuut in te vallen voor Lisa Naalsund in een 1-1 gelijkspel tegen Røa IL in de eerste wedstrijd van het seizoen. Bøe Risa maakte haar eerste doelpunt voor de club op 30 juni 2012 in een 5-0 overwinning op Vålerenga 5–0. Bøe Risa kwam tot zestien competitiewedstrijden en drie bekerwedstrijden dat seizoen voor Arna-Bjørnar waarmee ze derde werd. In het volgende seizoen kwam ze in 12 van de 18 competitiewedstrijden in actie en eindigde ze met haar club opnieuw op de derde plaats.
Voorafgaande aan het seizoen 2016 werd Bøe Risa benoemd tot aanvoerder en maakte ze alle minuten van het seizoen op drie minuten in een wedstrijd tegen Avaldsnes IL na. In de voorbereiding op het seizoen 2017 liep Bøe Risa een kruisbandblessure op waardoor ze dat seizoen in geen enkele wedstrijd in actie kwam. In het seizoen 2018 keerde ze terug van haar blessure en hielp ze haar ploeg door zeven keer te scoren in alle competities.
In december 2018 tekende Bøe Risa een contract bij de Zweedse topclub Kopparbergs/Göteborg FC. Bøe Risa won op 1 mei 2019 de Zweedse beker met Göteborg door Kristianstads DFF in de finale te verslaan. Ze maakte op 25 september 2019 haar debuut in de Champions League door in de zestiende finales in de basisopstelling te starten tegen FC Bayern München. Ondanks een 1-0 nederlaag werd Göteborg op uitdoelpunten uitgeschakeld. Voorafgaande aan het seizoen 2020 verlengde Bøe Risa haar contract in Göteborg. In juli 2020 werd Bøe Risa verkozen tot nieuwe aanvoerster van de club na de absentie van Beata Kollmats, met Elin Rubensson en Emma Berglund als vervangsters. Op 7 november 2020 wist Bøe Risa met Göteborg voor het eerst in de clubgeschiedenis kampioen van de Damallsvenskan te worden na Linköpings FC met 7-0 te hebben verslagen. Bøe Risa kwam tweemaal tot scoren in deze wedstrijd. Op 9 december 2020 maakte Bøe Risa haar eerste doelpunt in de Champions League in een 2-1 nederlaag in de eerste wedstrijd in de zestiende finales tegen Manchester City WFC. In de volgende week, waarin ze met haar club werd uitgeschakeld na een 5-1 nederlaag tegen de Citizens, werd Bøe Risa's contact met een jaar verlengd in Göteborg. Ondanks de titelwinst besloot Kopparbergs/Göteborg over te gaan in BK Häcken in december 2020 vanwege financiële moeilijkheden. Bøe Risa besloot om niet over te gaan en verliet de club.
Door de coronapandemie kon geen Bøe Risa geen nieuwe buitenlandse club vinden en voegde ze zich in eerste instantie bij IL Sandviken om zichzelf fit te houden. Op 26 april 2021 tekende ze alsnog een eenjarig contract bij de club. Na drie optredens voor IL Sandviken te hebben gemaakt, maakte Bøe Risa en de club bekend in onderling overleg het doorlopende contract te ontbinden om de weg vrij te maken voor haar om een transfer te maken naar een nieuwe club.

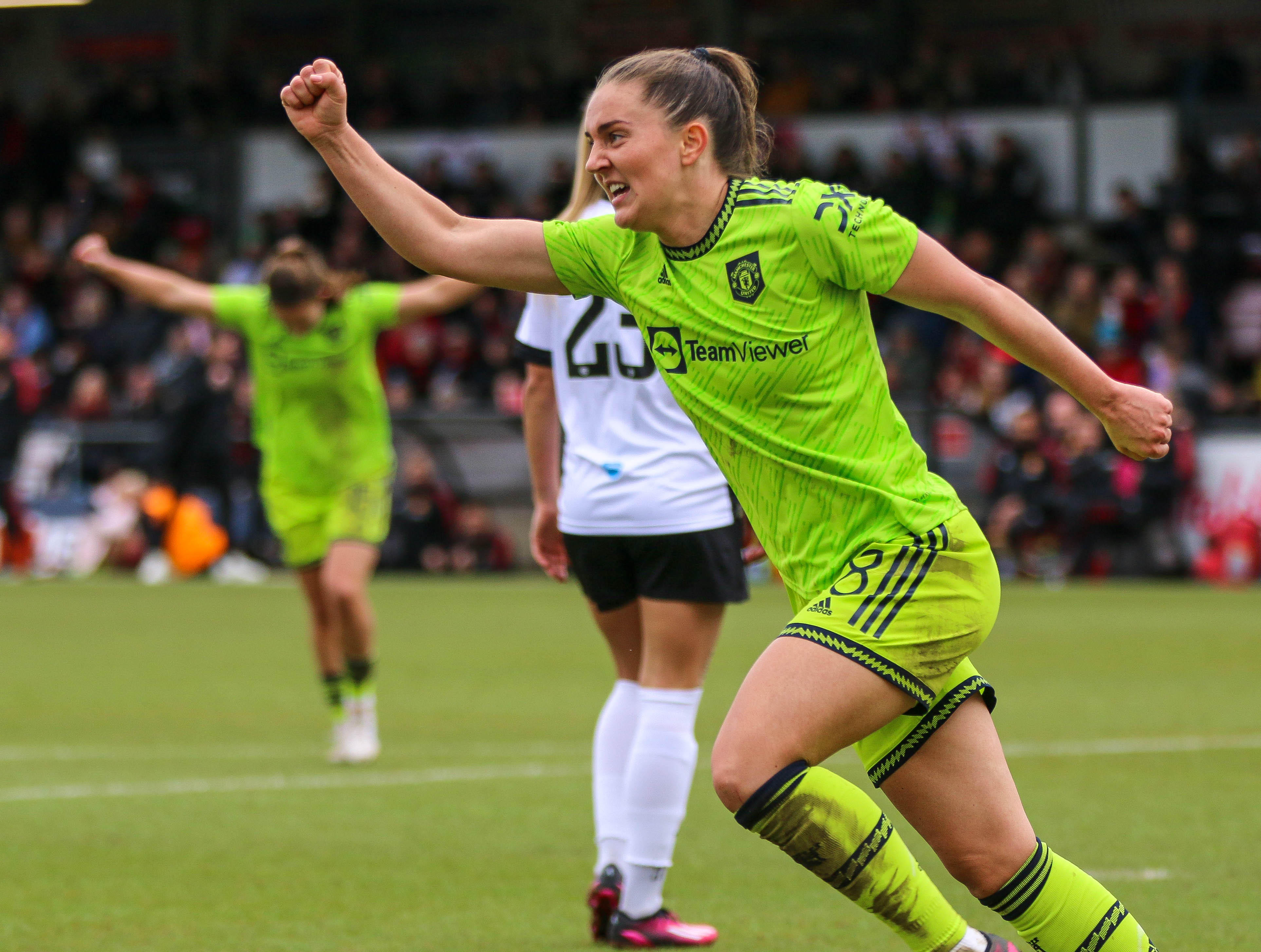
Bøe Risa bij Manchester United in een wedstrijd tegen Lewes FC in 2023

In het Engelse Manchester United WFC vond Bøe Risa haar nieuwe werkgever op 20 juli 2021. Ze tekende een tweejarig contract met de optie voor nog een jaar in Manchester. Na twee jaar verliet ze de club en tekende ze een eenjarig contact bij Primera Division club Atlético Madrid op 12 september 2023.

## Statistieken
| Seizoen | Club                  | Land      | Competitie       | Wedstrijden | Doelpunten |
| ------- | --------------------- | --------- | ---------------- | ----------- | ---------- |
| 2012    | Arna-Bjørnar          | Noorwegen | Toppserien       | 17          | 3          |
| 2013    | Arna-Bjørnar          | Noorwegen | Toppserien       | 18          | 0          |
| 2014    | Arna-Bjørnar          | Noorwegen | Toppserien       | 22          | 3          |
| 2015    | Arna-Bjørnar          | Noorwegen | Toppserien       | 22          | 3          |
| 2016    | Arna-Bjørnar          | Noorwegen | Toppserien       | 22          | 0          |
| 2017    | Arna-Bjørnar          | Noorwegen | Toppserien       | 0           | 0          |
| 2018    | Arna-Bjørnar          | Noorwegen | Toppserien       | 21          | 6          |
| 2019    | Kopparbergs/Göteborg  | Zweden    | Damallsvenskan   | 22          | 2          |
| 2020    | Kopparbergs/Göteborg  | Zweden    | Damallsvenskan   | 15          | 3          |
| 2021    | IL Sandviken          | Noorwegen | Toppserien       | 3           | 0          |
| 2021/22 | Manchester United WFC | Engeland  | Super League     | 17          | 2          |
| 2022/23 | Manchester United WFC | Engeland  | Super League     | 12          | 0          |
| 2023/24 | Atletico Madrid       | Spanje    | Primera División | 30          | 1          |
| 2024/25 | Atletico Madrid       | Spanje    | Primera División | 17          | 2          |
| Totaal  | Totaal                | Totaal    | Totaal           | 238         | 25         |

Laatste update: 10 februari 2025

## Interlandcarrière
Bøe Rosa maakte haar interlanddebuut op 19 september 2016 door in de 65ste minuut in te vallen voor Caroline Graham Hansen in een wedstrijd tegen Israël in een kwalificatiewedstrijd voor het EK 2017. In diezelfde wedstrijd maakte ze naar zes minuten al haar eerste interlanddoelpunt in de met 5-0 gewonnen wedstrijd. Door haar kruisbandblessure miste ze deelname aan het eindtoernooi.
In februari 2018 maakte Bøe Risa in een wedstrijd tegen Australië op de Algarve Cup haar rentree bij het Noorse nationale team. In 2018 maakte ze vier optredens tijdens de kwalificaties voor het WK 2019 waarin Noorwegen boven Nederland wist te eindigen. Een jaar later maakte ze onderdeel uit van de selectie op dit WK. In alle wedstrijden op het WK 2019 in Frankrijk stond Bøe Risa in de basis. Ze haalde de kwartfinales, waarin Engeland met 3-0 te sterk was.
Drie jaar later was ze eveneens onderdeel van de Noorse selectie op het EK 2022 in Engeland. Een jaar later was ze ook met haar land actief op het WK 2023 in Australië en Nieuw-Zeeland.

## Privé
Bøe Risa's vader Terje Risa kwam 96 wedstrijden uit voor SK Brann tussen 1983 en 1986. Ook was hij directeur van de club. Ook was hij een periode directeur van een lokale academie in Bergen. Terje overleed in 2013 op 52-jarige leeftijd door een hartaanval tijdens een  Skjærsgårdsrittet fietstocht. Bøe Risa speelde in haar jeugd ook handbal en ziet haar vader als een grote inspiratiebron voor haar voetbalcarrière en haar drive om voor Noorwegen uit te komen.
Bøe Risa heeft sinds oktober 2013 een relatie met Noors international en AC Sparta Praag speler Andreas Vindheim.
In mei 2017 studeerde ze bachelor af aan de Universiteit van West-Noorwegen in economie en administratie.